# Dragonheart 2 - Una nuova avventura
Dragonheart 2 - Una nuova avventura (Dragonheart: A New Beginning) è un film del 2000, sequel di Dragonheart. La pellicola è stata pubblicata direttamente in direct-to-video in videocassetta. Il film è conosciuto anche con i titoli Dragonheart 2 - Un nuovo inizio, con cui è stato redistribuito quando è uscito il DVD, e Dragonheart - Il destino di un cavaliere, titolo con cui è stato trasmesso invece in TV.
In questo film i personaggi di Dragonheart appaiono solo indirettamente, poiché la storia si colloca vari anni dopo le loro vicende.

## Trama
Ormai prossimo alla morte, Bowen, il protagonista del precedente Dragonheart, fa ritorno alla caverna del suo defunto amico Draco e lì scopre, con somma meraviglia, un uovo di drago ancora intatto. Conscio dell'importanza di quel ritrovamento, decide di affidarlo alle cure del suo amico frate Gilbert e dei confratelli del suo monastero.
Gli anni passano e Geoff, un giovane stalliere e orfano che lavora al monastero, frustrato dal fatto che non riuscirà mai a realizzare la sua ambizione di diventare un cavaliere, scopre, nelle segrete del monastero, dell'esistenza del giovane drago nato dall'uovo, Drake. Tra lui e il drago nasce in breve tempo una forte amicizia, poi Drake, che ha passato tutta la sua esistenza rinchiuso tra le mura del monastero, inizia a uscire vedendo il mondo esterno. Intanto giungono dalle terre orientali la giovane imperatrice Lian e il suo maestro Kwan: i due sono preoccupati per Drake dato che, stando a quanto racconta una leggenda, la notte in cui passerà la cometa, che avverrà tra pochi giorni, il male si risveglierà a causa del cuore di un drago, e dato che Drake è l'ultimo rimasto della sua specie, è implicito che si tratti del suo.
Intanto Lord Osric di Crossley fa le veci del re, il quale non fa altro che decretare leggi assurde, vittima di una sorta di demenza mentale, i suoi soldati iniziano a importunare Goeff, ma Kwan e Lian prendono le sue difese sconfiggendoli, mentre Drake salva il suo amico imparando a volare, mostrandosi così a tutti gli abitanti del regno. Osric, piacevolmente sorpreso di apprendere che esiste ancora un drago, saluta rispettosamente Drake e gli offre la possibilità di diventare il difensore del regno, mentre Geoff, essendo il suo inseparabile amico, avrà la possibilità di diventare un cavaliere sotto la guida di Osric. I due, entusiasti, accettano.
Uno dei frati del monastero rimprovera Geoff per aver lasciato che Drake si aprisse al mondo esterno, infatti pure i frati conoscono la leggenda della cometa e del cuore di drago, loro volevano tenere nascosto il giovane Drake fino al passaggio della cometa, e solo dopo l'avrebbero lasciato libero. Pur non fidandosi di Osric, Lian e Kwan comunque decidono di aiutare Drake a prendere coscienza dei suoi poteri di drago, prima gli insegnano a sputare fuoco, e poi gli insegnano a padroneggiare il potere del suo polmone del ghiaccio, una cosa che pochi draghi sanno fare. Una sera Geoff, mostra a Drake un libro suoi draghi dove, è presentata la loro costellazione. Drake ammette di conoscerla, poiché la vedeva sempre dalla finestra della sua stanza. Kwan gli rivela che quella è la costellazione di Draco e le stelle sono le anime dei suoi antenati. Nei tempi antichi i draghi dominavano la terra. Quando giunsero gli uomini, i draghi li trattarono come amici, guidandoli e insegnandogli varie cose. I draghi che mantennero questo impegno, al momento della morte, ascesero al cielo diventando stelle, entrando così nel paradiso dei draghi vegliando e portando conforto a chiunque le guardi. L'ultimo drago a essere accolto nella costellazione aveva donato metà del suo cuore a un re, rimasto ferito in battaglia (riferimento a Draco). Kwan avverte che un drago deve essere molto prudente a condividere un cuore con un uomo, poiché se egli fosse malvagio, il drago perderebbe per sempre il suo posto in paradiso.
Geoff inizia a farsi addestrare come cavaliere mentre Drake sembra inserirsi abbastanza bene nella comunità, ma Geoff inizia a trascurare il suo amico drago essendo troppo preso dal suo addestramento per diventare cavaliere, Lian lo rimprovera dicendogli che deve prestare più attenzione a Drake raccontandogli la storia di un drago malvagio di nome Griffin che abitava nelle sue terre. Griffin guidò una ribellione per distruggere gli umani di quelle terre (ciò avvenne nello stesso periodo in cui Bowen divenne cacciatore di draghi). I draghi virtuosi, tuttavia non tollerando la malvagità di Griffin infine lo catturarono e per punizione gli strapparono il cuore, donandolo all'imperatore di allora nonché antenato di Lian, assicurando che il male era stato sconfitto. L'imperatore tuttavia ebbe troppa paura che ciò si potesse ripetere e fece infine uccidere ogni drago presente in oriente. Lian mostra infine il cofanetto che porta sempre con sé, rivelando al suo interno il cuore avvizzito di Griffin, come prova che tutto ciò che disse corrispondeva al vero. Per questo che Drake è speciale dato che è l'unico sopravvissuto.
Osric fa arrestare Lian e Kwan, poi convince Geoff e Drake a combattere al suo fianco contro i nemici del regno che hanno assediato un villaggio, quindi i due combattono al fianco di Osric, che per salvare Geoff rimane apparentemente ferito mortalmente, Osric chiede a Drake di usare i suoi poteri per salvarlo, dandogli metà del suo cuore di drago, ma Goeff nota che Osric non è realmente ferito, infatti era tutta una messa in scena, poi Drake e Geoff scappano mettendosi in salvo da Osric e i suoi uomini. Osric in realtà è un uomo malvagio, anche l'instabilità mentale del re è stata causata da lui dato che gli ha fatto assumere regolarmente una sostanza che lo fa delirare.
Calata la notte Lian e Kwan riescono a scappare dalle prigioni con un astuto stratagemma, ma vengono fermati da Osric che uccide Kwan, poi rimane colpito nel vedere che Lian è in possesso del cuore di Griffin, e se ne impadronisce, il passaggio della cometa è giunto e la profezia inizia a prendere forma, poi arrivano Drake e Geoff. A quel punto Osric confessa il suo oscuro segreto, Drake non è l'unico drago rimasto, pure Osric è un drago, lui in realtà è Griffin, l'unico drago che riuscì a salvarsi da Bowen nel periodo in cui sterminò i draghi, lui scappo nelle terre orientali, ma quando i draghi lo tradirono strappandogli via il cuore lo confinarono nell'aspetto che più odiava; un umano assumendo l'identità di Osric, per ritornare a essere una creatura dragonica aveva bisogno del cuore di un drago, motivo per cui voleva quello di Drake, ma adesso non gli serve più dato che ha ritrovato il suo, infatti non era quello di Drake il cuore di drago di cui parlava la leggenda. Lian cerca di pugnalare Osric, il quale si lascia trafiggere di proposito, infine usando il suo cuore di drago riassume le sue fattezze originali.
Griffin cerca di convincere Drake a passare dalla sua parte dicendogli che loro due sono fratelli, il giovane drago è entusiasta all'idea di non essere più l'unico della sua specie, ma Goeff, scusandosi con lui per averlo dato per scontato, gli dice che lui è migliore di Griffin, quindi Drake rinnega il suo simile affermando che Geoff è il suo unico fratello poiché Griffin cercò di impossessarsi della parte del suo cuore. Drake e Geoff affrontano insieme il malvagio Griffin, infine Drake, grazie agli insegnamenti di Kwan, usa il potere del suo polmone del ghiaccio per congelare Griffin trasformandolo in un pezzo di ghiaccio mentre lui era in volo, infine Griffin muore frantumandosi al suolo. Purtroppo una scheggia di ghiaccio ferisce Geoff al cuore, ma Drake lo salva da morte certa donandogli metà del suo cuore di drago. La cometa è ormai passata e il male è stato sconfitto, mentre l'amicizia tra Drake e Geoff è più forte che mai infatti hanno trovato quello che da sempre cercavano, un fratello. Drake e Geoff partono infine all'avventura, dirigendosi molto probabilmente verso Oriente, per andare a trovare Lian.